# Adriaen Thomas Key (l'Ancien)
Ne doit pas être confondu avec Adriaen Thomas Key.
Adriaen Thomas Key (dit postérieurement « L'Ancien»), est un peintre du XVIe siècle.

## Biographie
Il se serait rendu à Anvers, où il aurait donné à ses fils leur formation artistique. L'un d'eux, Cornelis, est mentionné dans un document de référence daté de 1549; l'autre, Michel, dans un document daté de 1592.
Il est probablement le père d'Adriaen Thomas Key (dit « Le Jeune »).